# NGC 5622
NGC 5622 ist eine 13,2 mag helle Spiralgalaxie mit aktivem Galaxienkern vom Hubble-Typ Sb im Sternbild Bärenhüter und etwa 178 Millionen Lichtjahre von der Milchstraße entfernt.
Sie wurde am 15. Mai 1787 von Wilhelm Herschel mit einem 18,7-Zoll-Spiegelteleskop entdeckt, der sie dabei mit „vF, pS, lE“ beschrieb.